# Karl von Gerlach
Pour les articles homonymes, voir Gerlach.
Karl Johann Heinrich Eduard Gerlach, depuis 1840 von Gerlach, (né le 30 décembre 1792 à Neuwedell et mort le 14 août 1863 à Booßen) est président de la police de Berlin et est nommé citoyen d'honneur de Berlin (de) en 1834 pour ses services.

## Biographie
Le protestant Karl Gerlach est le fils du conseiller judiciaire Karl Gerlach et de sa femme Eleonore, née Stegmann. Après avoir terminé sa scolarité, il étudie le droit à Francfort-sur-l'Oder et à Berlin. Ses études terminées, il entre en 1814 dans la fonction publique prussienne, où il est employé comme stagiaire au gouvernement, à l'intendance de la police et à la direction des impôts et de l'industrie. En 1821, il est transféré au ministère de la Guerre en tant que lieutenant, où il occupe en dernier lieu le poste de conseiller de guerre secret.
Le 1er avril 1832, Gerlach occupe alors le poste de chef de la police de Berlin, qu'il occupera pendant près de sept ans. Avec l'ordre du cabinet le plus élevé (AKO) du 5 janvier 1839, il reçoit également la fonction de président de district et donc de chef du gouvernement royal prussien à Cologne, qu'il prend le 8 février. Le 24 janvier 1843, il ordonne la suppression du Rheinische Zeitung. Sans changer de poste, il obtient par AKO du 14 mai 1844 sa mutation au district d'Erfurt (nomination définitive le 1er juillet 1844), où il prend finalement sa retraite le 1er juillet 1845. Il passe les dernières années de sa vie à Francfort-sur-l'Oder. Le 15 octobre 1840, le roi de Prusse lui rend hommage en l'anoblissant .

### Famille
Karl von Gerlach se marie le 28 mars 1824 à Berlin avec Regine Pauline Lütke (également Lütcke) (née le 15 mars 1805 à Berlin et morte le 25 avril 1880 à Francfort-sur-l'Oder). Elle est la fille du conseil municipal de Berlin et fabricant de chapeaux Johann Ferdinand Lütke et de sa femme Sabine Regine, née Degner. Le couple a plusieurs enfants :
- Klara Pauline Johanna (née le 13 mars 1825) mariée en 1852 avec Gustav Walther von Rheinbaben (1817–1866), parents du ministre Georg von Rheinbaben
- Marie (née le 9 novembre 1826 et morte en janvier 1831)
- Émilie Henriette Ferdinandine (née le 28 novembre 1827) mariée en 1850 avec Guillaume Linau (mort le 22 juillet 1888)
- Ferdinand Karl Paul (né le 16 octobre 1829 et mort le 29 novembre 1859) marié en 1856 avec Marianne Charlotte Julie Karbe (née le 20 janvier 1834 et mort le 18 janvier 1890)
- Friedrich Wilhelm Max (né le 13 avril 1832 et mort le 22 janvier 1909) marié en 1861 avec Wally Marianne Peyer (née le 19 novembre 1837 et morte le 13 septembre 1899), parents de Hellmut von Gerlach
- Heinrich Edouard Karl (né le 8 janvier 1833 et mort le 19 septembre 1859)
- Eleanor Charlotte Elisabeth (née le 8 juillet 1835 et morte le 2 novembre 1859)
- Pauline Caroline Anna (née le 10 octobre 1838 et morte le 15 janvier 1919) mariée en 1865 avec Adolf von Hertzberg (1820-1910), lieutenant général prussien
- Edouard Hermann Franz (né le 20 octobre 1840 et mort le 28 février 1917) marié en 1876 avec Anna Klara Elisabeth von Arnim (née le 27 octobre 1856 et morte le 6 janvier 1929)
- Théodora Marianne Hermine (née le 1er avril 1845 et morte le 20 juillet 1873) mariée en 1866 avec Hugo Wilhelm Isidor Oskar von Strempel (de) (1831–1897), lieutenant général